# Individualno in skupinsko nagrajevanje
Nagrajevanje zaposlenih je pomemben del upravljanja s človeškimi viri, saj ustrezen sistem nagrajevanja lahko motivira zaposlene, da s svojim delom čim bolj prispevajo k doseganju ciljev podjetja. Poznamo individualno, skupinsko in hibridno nagrajevanje zaposlenih, za najustreznejšo izbiro pa moramo upoštevati tako lastnosti podjetja kot zaposlenih.
Pri individualnem nagrajevanju gre za nagrajevanje vsakega zaposlenega posebej glede na delovno učinkovitost, pri skupinskem nagrajevanju pa je nagrada največkrat razdeljena enakomerno med zaposlene, ki so člani nagrajene skupine. Pri hibridnem nagrajevanju se nagrada razlikuje tudi med člani skupine in je torej mešanica skupinskega ter individualnega nagrajevanja.

### Individualno nagrajevanje
Individualno nagrajevanje je pogosto dober način strukturiranja nedvoumnega načrta za zaposlenega, s pomočjo katerega lahko točno ve, kaj organizacija od njega pričakuje. Zaposleni z individualnim sistemom nagrajevanja imajo večji občutek pravičnosti razporeditve nagrad, obenem pa se počutijo, da sami posredno nadzorujejo velikost nagrad preko delovne učinkovitosti in doseganja pričakovanj in ciljev.
Težava se lahko pojavi, kadar pri določenem delu ni možnosti preveriti učinkovitosti zaposlenega oziroma kadar delovna učinkovitost ni povsem odvisna od zaposlenega, v obeh primerih pa pride do znižanja delovne motivacije in občutka nepravičnosti, ki vodi k zaznavanju delovnega okolja kot neprijetnega.
Prav tako se težave lahko pojavijo pri določanju pogojev ali ciljev za doseg nagrade. Če nagrajujejo prelahko dosegljive cilje, ima zaposlen po dosegu le-tega manjšo motivacijo za nadaljnje delo, saj je cilj in s tem nagrado že dosegel. Pri nagrajevanju težko dosegljivih ciljev bi prav tako naleteli na oviro, saj je težko dosegljiv cilj za zaposlenega predaleč z vidika potrebnega truda, da bi ga motiviral, s tem pa se zmanjša učinek nagrajevanja.
Individualno nagrajevanje vzpodbuja predvsem hitrost zaposlenih, zmanjšuje pa natančnost.

### Skupinsko nagrajevanje
Najbolj očiten razlog v prid strukture skupinskega nagrajevanja je vzpodbujanje sodelovalnega dela in pomoči med zaposlenimi, zaradi tega pa se posledično izoblikujejo močnejše vezi med sodelavci. Večina podjetij, ki uporablja strukturo skpinskega nagrajevanja v povezavi z določenimi cilji, ki jih morajo skupine doseči, ti skupni cilji pa naj bi močneje motivirali zaposlene kot individualni cilji. Tako delovno okolje naj bi bilo načeloma bolj prijetno in učinkovito, v praksi pa temu ni vedno tako.
Pri skupinski strukturi nagrajevanja lahko naletimo na kar nekaj različnih težav. Nimamo vedno možnosti izbirati članov ekipe in lahko pride do neskladnosti med sodelavci, v najslabšem primeru tudi do tekmovanja namesto sodelovanja, saj ne vlagajo vsi enake količine truda za doseg skupnega cilja. Poleg tega je v skupinah zaposlenemu težko oceniti svoj delež prispevka k skupnem delu, kar je lahko za nekatere posameznike demotivirajoče.
Pomemben fenomen skupinskega nagrajevanja je priskledništvo (ang. "social loafing"), kjer je količina vloženega truda posameznega delavca manjša pri delu v skupini, kot če bi isto delo opravljal individualno. Priskledništvo je največkrat omenjena pomanjkljivost skupinskega nagrajevanja, saj z enakomerno porazdelitvijo nagrad znotraj skupine omogočamo priskledništvo takoj, ko je cilj dosežen, ali ko se priskledniki zavejo, da bo cilj dosežen kljub zmanjšanju vloženega truda. Posledice tega so po navadi še večje razlike med učikovitostjo članov, splošno nezadovoljstvo v skupini ter upad delovne motivacije.
Skupinsko nagrajevanje vzpodbuja predvsem natančnost zaposlenih, zmanjšuje pa hitrost.

### Hibridno nagrajevanje
Večina nalog na delovnem mestu zajema nek kompromis med natančnostjo in hitrostjo, zaradi tega pa morajo biti vodje upoštevati, da ni mogoče maksimizirati obeh aspektov delovne učinkovitosti, hkrati pa se morajo zavedati, kakšen vpliv ima določena struktura nagrajevanja na delovno učinkovitost.
Hibridno nagrajevanje vključuje aspekte individualnega in skupinskega nagrajevanja, kar pomeni, da so skupine oziroma člani skupine na delovnem mestu nagrajeni ob dosegu cilja oziroma pogoja, niso pa vsi člani skupine nagrajeni v enaki količini. Hibridno nagrajevanje vključuje torej lastnosti obeh struktur z namenom ohranjanja pozitivnih lastnosti obeh in zmanjševanju negativnih lastnosti. V praksi se je pokazalo, da to načeloma drži, saj s hibridnim nagrajevanjem ekipe postanejo bolj sodelovalne in zaposleni v skupini bolj soodvisni med seboj. Fenomen priskledništva se pri hibridnem nagrajevanju občutno zmanjša, saj bi v tem primeru sodelavci v isti ekipi dobili večje nagrade kot priskledniki.
Glavni razlog za povečanje delovne učinkovitosti zaradi hibridnega nagrajevanja je distribucija informacij (ang. "information allocation") med člani. Ekipe na delovnem mestu največkrat vsebujejo člane, ki se med seboj razlikujejo po svojem področju strokovnega znanja. Ker so ti člani soodvisni zaradi delno skupinskega nagrajevanja in visoko storilnostno motivirani zaradi delno individualnega nagrajevanja, je deljenje informacij in pomoči med njimi opazno višja.
Hibridno nagrajevanje naj bi prinašalo najboljše rezultate od naštetih treh nagrajevalnih struktur.

### Vpliv spremembe načina nagrajevanja
Pri izbiri strukture nagrajevanja moramo upoštevati tudi vrsto dosedanjega nagrajevanja zaposlenih, saj učinek spremembe ni nujno tak, kot bi ga pričakovali. V podjetjih, kjer so spremenili strukturo nagrajevanja iz individualnega na skupinsko se je pojavil efekt krutega sodelovanja (ang. "cutthroat cooperation"), ki so ga raziskovalci opredelili kot sodelovanje, ki je bolj podobno tekmovanju zaradi prejšne tekmovalne naravnanosti individualnega nagrajevanja. Pri prehodu iz individualnega na skupinsko nagrajevanje ne moremo pričakovati lastnosti sodelovalno-naravnanega dela, ki vključujejo povišano natančnost za ceno nižje hitrosti, saj se je izkazalo, da se natančnost v tem primeru ne zviša. Po drugi strani pa pri prehodu iz skupinskega na individualno nagrajevanje opazimo pričakovane spremembe, torej povišano hitrost za ceno nižje natančnosti, zato govorimo o asimetrični prilagoditvi na spremembo nagrajevanja. Učinek je v veliki meri odvisen od deljenja informacij med sodelavci, ki pa tega niso navajeni, v kolikor so do spremembe delali v tekmovalnem vzdušju individualnega nagrajevanja.

### Lastnosti zaposlenih
Lastnosti zaposlenih so ključnega pomena pri izbiri strukture nagrajevanja. Raziskave so pokazale, da osebnostne poteze dobro napovedujejo kako uspešno se bodo zaposleni odrezali v bodisi tekmovalnem bodisi v sodelovalnem okolju. Pri testiranju osebnostnih lastnosti so se uprli na teorijo velikih pet faktorjev osebnosti, od katerih sta se za pomembena faktorja izkazala ekstravertnost in sprejemljivost.
Ekstravertnost ima v tekmovalnem okolju majhen, a vseeno pomemben, vpliv na delovno učinkovitost, in sicer se pri tekmovalnem delu ljudje z nižjo ekstravertnostjo načeloma odrežejo bolje od ljudi z visoko ekstravertnostjo. V sodelovalnem okolju je vpliv ekstravertnosti izrazit, in sicer deluje visoko ekstravertna oseba občutno bolje v tem okolju kot oseba z nizko ekstravertnostjo.
Glede sprejemljivosti so ugotovili, da nizka izraženost te osebnostne dimenzije načeloma ne vpliva na razliko v delovni učinkovitosti med sodelovalnim in tekmovalnim okoljem. Razlika se je pojavila pri osebah z visoko izraženostjo sprejemljivosti, in sicer naj bi visoko sprejemljiva oseba imela slabšo delovno učinkovitost kot nizko sprejemljiva oseba v tekmovalnem okolju, po drugi strani pa veliko boljšo delovno učinkovitost v sodelovalnem okolju.
Poleg teh dveh osebnostnih lastnosti je seveda še veliko drugih, ki vplivajo na to, kako dobro se bo določena struktura nagrajevanja prilegala določeni skupini ljudi in kakšne rezultate bo prinašala podjetju. Eden izmed pomembnejših vidikov pri izbiri je tudi ta, kako učinkoviti so ti člani ekipe posamezno. Raziskovalci so ugotovili, da je učinek tipa strukture nagrajevanja majhen pri najhitrejših in najnatančnejših v skupini, torej zelo natančen delavec bo le malce bolj natančen v sodelovalnem okolju in zelo hiter delavec bo le malce bolj hiter v tekmovalnem okolju. Največje razlike se pokažejo pri manj učinkovitih delavcih, kjer bo površen delavec pridobil veliko več pri svoji natančnosti v sodelovalnem okolju, kot natančen delavec, in počasen delavec pridobil veliko več pri svoji hitrosti v tekmovalnem okolju, kot hiter delavec.

### Lastnosti dela
Za ustrezno strukturo nagrajevanja so pomembne tudi lastnosti dela. Individualno nagrajevanje se najbolje obnese pri enostavnem ali ponavljajočem se delu, ki ne poteka v skupinah. Ključnega pomena je tudi možnost merjenja učinkovitosti, saj v nasprotnem primeru ne moremo postaviti konkretnih ciljev ali pogojev za nagrado.
Skupinsko nagrajevanje je boljša izbira pri kompleksnem in miselno napornem delu. Najboljše rezultate skupinskega nagrajevanja si lastijo podjetja, ki skupine zaposlenih oblikujejo tako, da člani ekipe prevzemajo komplementarne vloge drug drugemu, s tem pa poskrbijo za čim večjo heterogenost skupin. Vredno je omeniti, da načrtovanje skupinskega ali hibridnega nagrajevanja veliko težje od individualnega.